# Серов, Вячеслав Николаевич
Вячеслав Николаевич Серов (12 ноября 1940, ст. Сарай-Гир, Матвеевский район, Оренбургская область — 13 января 2025, Ижевск) — советский и российский инженер, организатор производства, предприниматель. Президент ООО «Увадрев-Холдинг». Заслуженный строитель РСФСР (1990), почётный гражданин Удмуртской Республики.

## Биография
Родился в сельской семье, в которой в послевоенное время из семи детей выжили только двое.
В 1958 году начал работать электромонтером, мастером, зам. начальника электромонтажного цеха. С 1964 главный энергетик НПУ Караногайского нефтепромыслового управления объединения «Дагнефть». В 1968—1980 годах — главный инженер спецучастка, начальник хозрасчетного участка, начальник монтажного управления Спецмонтажного треста № 8 (г. Горький). Руководил электромонтажными работами по освоению Оренбургского газоконденсатного месторождения. Затем работал на строительстве нефтепровода «Сургут — Полоцк». С 1980 года заместитель управляющего Строительно-монтажным трестом № 1 «Саратовкамтяжстрой», г. Саратов. В 1981 году сформировал и возглавил трест «Востокнефтегазэлектромонтаж» (г. Ижевск), после акционирования он стал генеральным директором.
Бывший главный инженер объединения «Оренбургнефть», генеральный директор «Удмуртнефти» Валентин Кудинов вспоминал о вкладе Серова:

«С удовольствием вспоминаю это время и с благодарностью к Вячеславу Николаевичу за ту исключительно большую работу, которую он проделал на месторождениях „Оренбургнефть“, в создании и развитии этого нового региона страны. Его по праву можно отнести к первопроходцам Оренбургской нефти. (…)

С созданием треста Вячеслав Николаевич сумел в короткие сроки снять все вопросы по строительству ЛЭП и подстанций, а также пусконаладочных работ в „Удмуртнефти“. Без преувеличения скажу, что заслуга Вячеслава Николаевича Серова в освоении Удмуртской нефти исключительно огромная». 
Окончил Сызранский нефтяной техникум, Ижевский механический институт, Высшую коммерческую школу Академии народного хозяйства при Совете Министров СССР.
В 2001 году Вячеслав Николаевич был избран Председателем Совета Директоров ООО «Увадрев-Холдинг», крупнейшего деревообрабатывающего предприятия в Удмуртии и системообразующего предприятия России. К тому времени предприятие находилось в кризисе, из которого Серову удалось его вывести. В 2005 году на базе холдинга по его инициативе было создано российско-австрийское предприятие (совместно с компанией «Импресс-Групп») по производству меламиновой пленки для ламинирования ДСП, которое входит в ТОП-5 мировых производителей. В 2007 году руководитель Увинского района А. Г. Димитриев отмечал заслуги Серова в консолидации акционерного капитала предприятия. Председатель правительства Удмуртии Юрий Питкевич писал:

И когда Вячеслав Николаевич обратил своё внимание и приложил силы к «Увадрев», мы начали ощущать, что у нас появился надёжный соратник, который занимается производством и делом. Мы увидели, что началась очень целенаправленная, продуманная работа. Мы понимали, что Вячеслав Николаевич взялся за очень напряженный участок работы: это сейчас предприятие выглядит как большая красивая конфета или торт, который принесли на тарелочке с голубой каемочкой, а на тот момент это были сплошные проблемы — кадровые, производственные, качественные. Требовалась глубокая реконструкция, чтобы завод стал конкурентоспособным.
Вячеслав Николаевич за эти годы шаг за шагом многое сделал, чтобы «Увадрев» превратилось в то предприятие, каким он его видел. Мне очень приятно, что мне довелось по жизни идти рядом с таким сильным руководителем, как Серов, который поднял это предприятие, развил его. Я думаю, что в этом было заинтересовано всё население Увинского района, потому что это рабочие места, зарплата.

Очень трудно сказать, сохранилось бы «Увадрев», если бы Вячеслав Николаевич не начал им заниматься. А сегодня это одно из лучших предприятий Удмуртской Республики, которое работает очень результативно. У него великолепные взаимоотношения с австрийцами, у которых он взял базовые технологии.
В 2015 году предприятие вышло на 5-е место среди крупнейших древесно-стружечных заводов России. По данным на август 2020 года «Увадрев-Холдинг» занимал 14 % рынка декоративных плёнок для ламинирования ДСП, поставлял её в более 60 регионов и страны Таможенного союза. Годовой оборот холдинга составляет 10 млрд рублей, численность более 1,5 тыс. человек.
Умер 13 января 2025 года в Ижевске в возрасте 84 лет.

## Общественная деятельность
Делегат XXVIII съезда КПСС.
В 2003—2012 годах — депутат Государственного Совета Удмуртской Республики, член постоянной комиссии по экономической политике, промышленности и инвестициям.

## Награды
- 1974 — Орден «Знак Почёта»
- 2016 — Почётный гражданин Удмуртской Республики — за большой личный вклад в социально-экономическое развитие Удмуртской Республики[18]
- 2020 — Медаль ордена «За заслуги перед Отечеством» II степени[1]